# Kinkō
Kinkō (japanska: 錦江町?, Kinkō-chō) är en landskommun (köping) i Kagoshima prefektur på ön Kyūshū i södra Japan. 
Kommunen bildades 2005 genom en sammanslagning av kommunerna Ōnejime och Tashiro, 